# Phyllocarida
Los filocáridos (Phyllocarida) son una subclase de crustáceos malacostráceos. Constituyen seguramente el grupo más antiguo de malacostráceos, con representantes fósiles desde el Cámbrico inferior. Presentan los caracteres morfológicos más primitivos y, probablemente de ellos derivan los demás malacostráceos. Cabe destacar que poseen 20 segmentos corporales, cinco cefálicos, ocho torácicos y siete en el pleon, a diferencia del resto de malacostráceos que tienen solo seis segmentos en el pleon (y 19 en total). Solo se conocen 36 especies actuales.

## Clasificación
Los filocáridos se subdividen en cuatro órdenes, de los cuales solo los leptostráceos tienen representantes actuales:
- Orden Archaeostraca†
- Orden Hoplostraca†
- Orden Canadaspidida†
- Orden Leptostraca